# Reginald John Delargey
Reginald John Delargey (Timaru, 10 de dezembro de 1914 - Auckland, 29 de janeiro de 1979) foi bispo católico romano de Auckland e, posteriormente, cardeal, arcebispo de Wellington e metropolita da Nova Zelândia.

## Biografia

### Início da vida
Reginald Delargey nasceu em Timaru,um dos seis filhos. A família mudou-se várias vezes durante os primeiros anos de Delargey, e Delargey foi enviado para Auckland para receber sua educação secundária como pensionista no Sacred Heart College. Sua mãe morreu em 1929, três anos antes Delargey começou seus estudos para o sacerdócio no Holy Cross College, Mosgiel, onde seu considerável potencial acadêmico foi reconhecido e ele foi enviado para Roma para completar seus estudos na Universidade Pontifícia Urbaniana .[carece de fontes?]

### Sacerdócio
Delargey foi ordenado sacerdote da Diocese de Auckland em Roma em 19 de março de 1938. Depois de retornar à Nova Zelândia, trabalhou na paróquia de Takapuna e na Catedral de São Patrício, em Auckland. De 1940 a 1947, foi diretor dos Serviços Sociais Católicos da Diocese de Auckland. Ele também atuou como diretor do Movimento Católico Juvenil e foi o capelão do St Peter's College por 18 anos.

### Bispo de Auckland
Delargey foi nomeado bispo-auxiliar para a Diocese de Auckland em 25 de novembro de 1957. Durante seu tempo como Bispo Auxiliar, ele participou de todas as quatro sessões do Concílio Vaticano II (Vaticano II). Doze anos após sua nomeação como Auxiliar, Delargey foi nomeado Bispo de Auckland em 18 de setembro de 1970, após a aposentadoria do Arcebispo James Michael Liston. Como bispo, ele adotou um estilo de liderança humilde e aberto, colocando em prática as ideias e princípios do Vaticano II. Depois de quatro anos como bispo de Auckland, e após a morte do cardeal Peter McKeefry, ele foi traduzido para o Metropolitan See em Wellington e tornou-se seu arcebispo em 25 de abril de 1974.

### Arcebispo de Wellington
Embora não de Wellington, Delargey construiu uma forte relação com o povo e o clero da Arquidiocese, como resultado de sua abertura, humildade e sinceridade. Como arcebispo, continuou a promover o trabalho do Movimento Católico Juvenil - como fizera anteriormente em Auckland - e estava particularmente consciente das necessidades dos grupos minoritários, tanto na Arquidiocese como em toda a Nova Zelândia. Delargey foi criado Cardeal sacerdote em 24 de maio de 1976 pelo Papa Paulo VI e recebeu o título de Imaculada em Tiburtino. De 1976 a 1979, foi chefe da Conferência dos Bispos Católicos da Nova Zelândia e desempenhou um papel fundamental nas negociações com o governo e os sindicatos de professores que culminaram na integração das escolas católicas no sistema financiado pelo Estado na Nova Zelândia. Apesar da falta de saúde, ele participou dos conclaves de agosto e outubro de 1978. Ele morreu em Auckland em 1979 e foi enterrado da Catedral do Sagrado Coração de Wellington. Ele foi sucedido por Thomas Stafford Williams.